# آجر پازلی

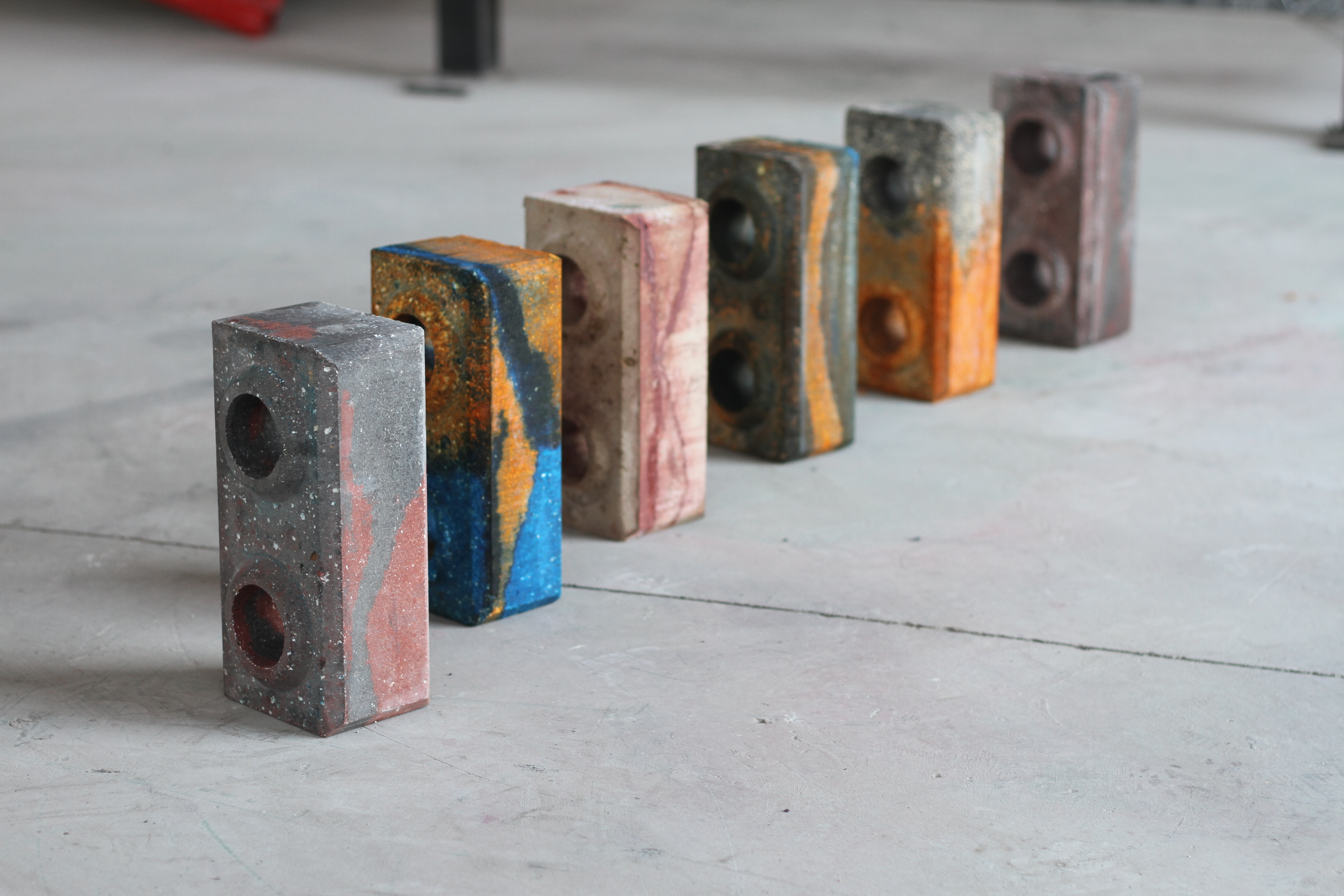

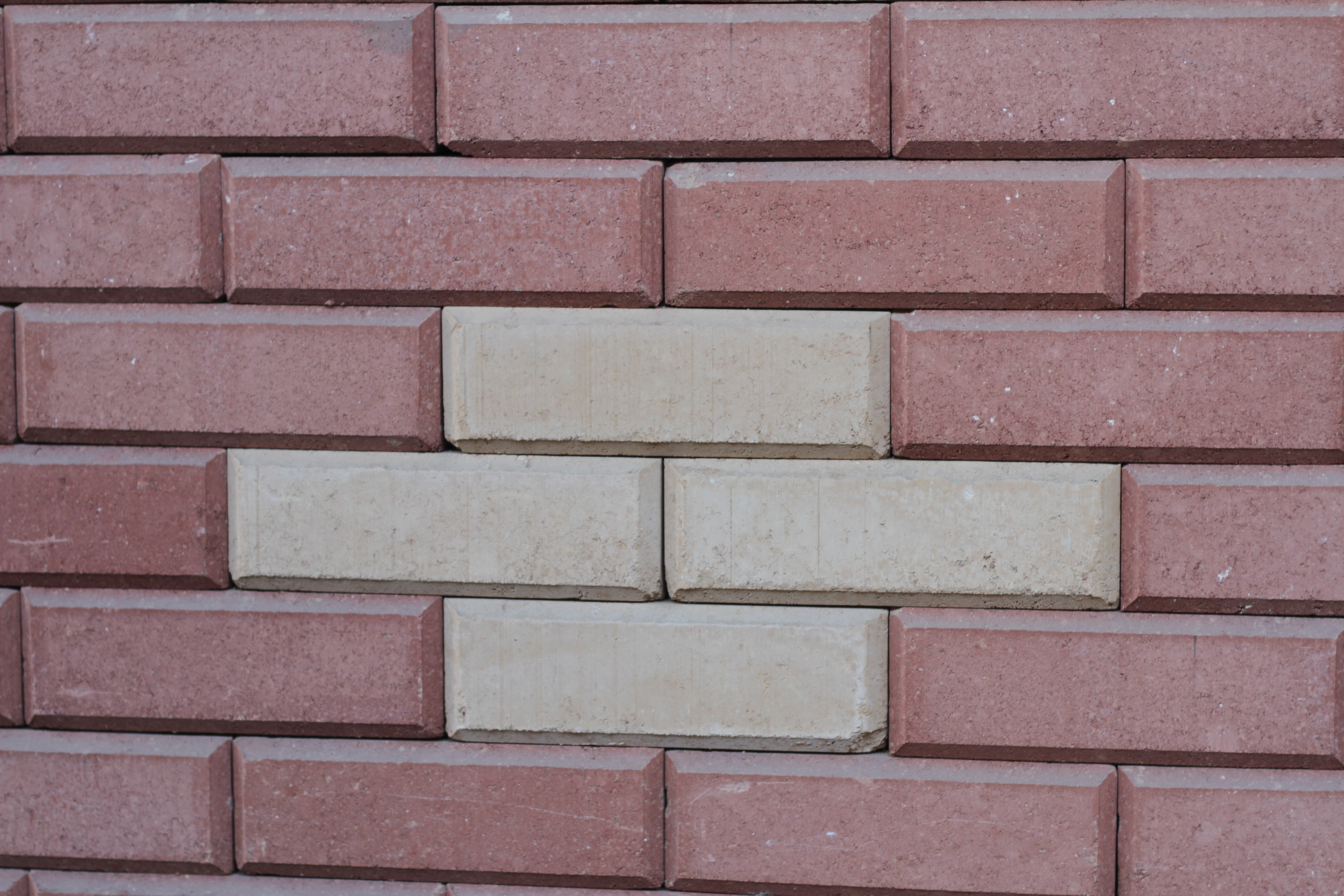
دیوار ساخته شده با آجر پازلی

آجر پازلی (به انگلیسی : CSE brick) که با نام آجر‌خاک پرس‌شده یا بلوک خاک فشرده‌شده نیز شناخته می‌شود، نوعی مصالح ساختمانی است که عمدتاً از ترکیبی مناسب از خاک زیرسطحی غیرآلی خشک، رس غیرمنبسط‌‌شونده، شن و دانه‌های سنگی ساخته می‌شود. برای تشکیل این بلوک‌ها، خاک باید مرطوب شود، تحت فشار مکانیکی بالا فشرده گردد، و سپس خشک شود.
در صورتی که این آجر‌ها با مواد شیمیایی تثبیت‌کننده مانند سیمان پورتلند تقویت شوند، به آنها آجرپازلی (CSE Brick) یا بلوک پازلی (CSE Block) گفته می‌شود. معمولاً فشاری در حدود (psi۳۰۰۰) معادل ۲۱ مگاپاسکال به بلوک‌ها وارد می‌شود که باعث کاهش حجم اولیه مواد تا حدود نصف می‌شود.

## تفاوت آجر پازلی با سایر روش های ساخت و ساز
- خاک کوبیده‌شده (Rammed Earth) از قالب‌های بزرگ‌تری استفاده می‌کند که خاک در آن ریخته شده و به‌طور دستی متراکم می‌شود تا شکل‌های بزرگ‌تری مانند دیوار کامل ایجاد کند، در حالی که آجر پازلی به شکل بلوک‌های جداگانه ساخته می‌شود.
- آجر گلی (Mud Brick) برخلاف آجر پازلی (CSE Brick) ، تحت فشار قرار نمی‌گیرد، بلکه با تغییرات شیمیایی که در طی فرآیند خشک شدن هوایی رخ می‌دهد، سخت می‌شود. استحکام فشاری آجر پازلی معمولاً بیشتر از آجرگلی است.

## روش‌های چیدمان آجر پازلی
آجر و بلوک‌های پازلی معمولاً با استفاده از تکنیک‌های استاندارد دیوارچینی و بنایی در دیوارها قرار می‌گیرند. ملات مورد استفاده می‌تواند:
دوغاب ساده: از همان ترکیب خاکی بلوک، بدون دانه‌های سنگی، که به صورت لایه نازک بین بلوک‌ها اعمال می‌شود.
ملات سیمانی: برای افزایش استحکام، به‌ویژه در مناطقی که تغییرات دمایی شدید و چرخه‌های یخ‌زدگی و ذوب وجود دارد. بلوک های (Hydraform)  به‌گونه‌ای طراحی شده‌اند که به‌صورت اتصالات مکانیکی بین بلوک‌ها بدون نیازبه ملات سنتی قرار میگیرند.

## توسعه فناوری آجر پازلی (CSE Brick)
فناوری آجرپازلی (CSE Brick) برای ساخت‌وساز کم‌هزینه توسعه یافته است و به عنوان جایگزینی برای آجر گلی  شناخته می‌شود. این فناوری مزایایی دارد که موجب رشد صنعتی تجاری مرتبط با آن شده است. پیمانکاران دوستدار محیط زیست و  تولیدکنندگان دستگاه‌های پرس مکانیکی در  پذیرش فرهنگی این روش و گسترش آن نقش مهمی داشته‌اند.
در ایالات متحده، بیشتر پیمانکاران با آجر پازلی کار می‌کنند، این فناوری همچنین در مکزیک و بسیاری از کشورهای در حال توسعه سال‌ها مورد استفاده بوده است.

## دستگاه‌های تولید آجرپازلی
دستگاه‌های مختلفی برای تولید آجر پازلی وجود دارند که با افزایش میزان سرمایه‌گذاری، افزایش نرخ تولید، و کاهش نیروی کار متغیر هستند:
- دستگاه‌های دستی (سرمایه‌گذاری کم، نیاز به نیروی کار زیاد)

- دستگاه‌های نیمه‌اتوماتیک (سرعت تولید بیشتر، کاهش نیروی کار)

- دستگاه‌های تمام‌اتوماتیک (نیاز به سرمایه‌گذاری بالا، تولید انبوه، کاهش هزینه‌های نیروی انسانی)

دستگاه‌های تمام‌اتوماتیک بیشتر در کشورهای توسعه‌یافته رایج هستند، در حالی که دستگاه‌های دستی معمولاً در کشورهای در حال توسعه به کار می‌روند.

## نتایج آزمایش‌های استحکام فشاری
در یک نمونه آزمایشگاهی، آجر پازلی به‌طور غیرمعمول مقاومت فشاری ۴۵ مگاپاسکال (psi ۶۵۰۰) را تحمل کرد، هدف از انتشار نتیجه آزمایش بر روی آجر پازلی این بود که  نشان دهند که آجر پازلی در برابر فشار به‌صورت متفاوتی نسبت به مصالح سنتی واکنش نشان می‌دهد. 

## کاربرد در مکزیک
بنگاه اجتماعی مکزیکی Échale تاکنون ۲۵۰,۰۰۰ واحد مسکونی ساخته که از این تعداد ۳۰,۰۰۰ واحد خانه‌های نوساز هستند ، این پروژه‌ها در ۲۸ ایالت مکزیک انجام شده‌ .این شرکت از آجرپازلی(CSE Brick) تحت نام "Eco block" برای ساخت دیوارهای این خانه‌ها استفاده کرده است.

## مزایای آجرپازلی (CSE Brick)
- کاهش یا حذف نیاز به ملات :  این ویژگی باعث کاهش هزینه‌های نیروی کار و مصالح ساختمانی می‌شود .
- کاهش هزینه‌های حمل‌ونقل : خاک مناسب معمولاً در محل یا نزدیکی محل ساخت‌وساز موجود است.
- در برخی موارد، آجر و بلوک‌های CSE ممکن است استحکام بیشتری نسبت به بلوک‌های بتنی داشته باشند. برای بلوک‌های بتنی مقاومت ممکن است ازاستاندارد  ASTM(۱۹۰۰ پوند بر اینچ مربع یا۱۳,۰۰۰ کیلوپاسکال) فراتر رود .
- غیرسمی و ایمن : مواد اولیه به‌طور کامل طبیعی، غیرسمی و بدون انتشار گازهای مضر هستند.
- عدم انتشار گازها : آجر های پازلی هیچ‌گونه گاز مضری از خود منتشر نمی‌کنند.
- مقاوم در برابر صدا : این ویژگی برای محله‌های پرتراکم و مناطق مسکونی مجاور مناطق صنعتی بسیار مهم است، زیرا می‌تواند به کاهش نفوذ صداهای مزاحم و افزایش راحتی ساکنان کمک کند.
- مقاوم در برابر آتش : مشابه آجرهای سنتی، دیوارهای ساخته‌شده با خاک فشرده نمی‌سوزند و در برابر حرارت بالا مقاوم هستند، که این ویژگی آنها را برای ساخت‌وساز ایمن‌تر در برابر خطرات آتش‌سوزی مناسب می‌سازد.
- مقاوم در برابر حشرات : مشابه آجرهای سنتی، دیوارهای ساخته‌شده با خاک فشرده متراکم و جامد هستند، بنابراین حشرات نمی‌توانند در آنها نفوذ کنند و هیچ ارزش غذایی برای آنها ندارند، که این ویژگی باعث افزایش دوام و پایداری ساختمان می‌شود.
- بدون نیاز به حرارت فرآیندی در تولید : تولید آجرپازلی نیازی به گرمای زیاد یا فرآیند کلسیناسیون کربنات کلسیم ندارد (مگر در صورت استفاده از سیمان).
- کم‌کربن و سازگار با محیط زیست : به دلیل عدم وابستگی به فرآیندهای انرژی‌بر، این مصالح ساختمانی ذاتاً کم‌کربن هستند و می‌توانند به‌راحتی کربن خنثی شوند (با استفاده از منبع انرژی کربن‌خنثی در دستگاه‌های فشرده‌سازی).

## دستگاه‌های پرس آجر پازلی (CSE Brick)
پیش از دهه ۱۹۸۰، استفاده از آجر پازلی (CSE Brick)  بسیار محدود بود. این فناوری در دهه ۱۹۵۰ در آمریکای جنوبی شناخته شد، جایی که یکی از معروف‌ترین دستگاه‌های پرس، "Cinva Ram"  توسط رائول رامیرز در مرکز مسکن آمریکای لاتین (CINVA) در بوگوتا، کلمبیا توسعه یافت. Cinva Ram یک دستگاه پرس دستی تک‌بلوکی است که از یک اهرم بلند دستی برای فشرده‌سازی مکانیکی خاک استفاده می‌کند و فشار بالایی را برای شکل‌دهی آجر و بلوک‌ها ایجاد می‌کند.

## توسعه صنعتی و دستگاه‌های پرس پیشرفته
تولیدکنندگان صنعتی ، ماشین‌های بزرگ‌تر و پیشرفته‌تری ساختند که با موتورهای دیزلی یا بنزینی کار می‌کنند و از پرس‌های هیدرولیکی برای فشرده‌سازی خاک بهره می‌برند. این ماشین‌ها خاک و دانه‌های معدنی را از قیف ورودی دریافت کرده، وارد محفظه پرس می‌کنند، وآجر و بلوک نهایی را بر روی نوار نقاله خارج می‌کنند.

## استانداردسازی و گسترش فناوری در دهه ۱۹۸۰
در دهه ۱۹۸۰، فناوری پرس خاک به‌طور گسترده توسعه یافت، و کشورهایی مانند فرانسه، انگلستان، آلمان، آفریقای جنوبی، و سوئیس شروع به تدوین استانداردهای صنعتی برای آن کردند. سازمان‌های "صلح سبز ( Peace Corps) "، " آژانس توسعه ایالات متحده ( USAID)" و" مسکن برای بشریتHabitat for Humanity)"  )این فناوری را در پروژه‌های مسکن به کار گرفتند و نقش مهمی در گسترش استفاده ازآجرپازلی ایفا کردند.

## مرحله‌ی نهایی و تکمیل دیوارهای ساخته‌شده با آجر پازلی (CSE Brick)
- نیاز به تیر پیوندی یا تیر حلقه‌ای برای تقویت : دیوارهای ساخته‌شده با CSE Brick باید شامل تیر پیوندی یا حلقه‌ای تقویت‌شده در قسمت بالا یا بین طبقات باشند تا پایداری سازه تضمین شود.
- پوشش محافظ برای بلوک‌های غیرتثبیت‌شده : اگر آجر و بلوک‌ها تثبیت نشده باشند، معمولاً به یک پوشش گچی نیاز دارند. این پوشش می‌تواند سیمان استاکو، شبکه سیمی استاکو و یا گچ آهک باشد.
- آجر و بلوک‌های تثبیت‌شده بدون پوشش محافظ : اگر بلوک‌ها تثبیت شده باشند، می‌توان آنها را بدون نیاز به گچ بیرونی در معرض دید باقی گذاشت.
- محافظت در برابر شرایط آب‌وهوایی درمناطق گرمسیری : در محیط‌های گرمسیری، لاک پلی‌کربنات اغلب برای افزودن یک لایه محافظ در برابر رطوبت و باران به کار می‌رود.

## فونداسیون دیوار ساخته شده با آجر پازلی
استانداردهای فونداسیون دیوار ساخته شده با آجر پازلی : اصول طراحی فونداسیون برای این دیوارها مشابه دیوارهای آجری است.
وزن بالای دیوارهای ساخته شده با آجر پازلی : این دیوارها سنگین هستند، بنابراین پی‌سازی قوی و استاندارد ضروری است.
مشخصات فونداسیون مورد نیاز : حداقل ضخامت فونداسیون باید ۱۰ اینچ (۲۵ سانتی‌متر) باشد.حداقل عرض فونداسیون باید ۳۳٪ بیشتر از عرض دیوار در نظر گرفته شود تا پایداری سازه تضمین شود.
استفاده از دیوار پایه (Stem Wall) : اگر از دیوار پایه استفاده شود، باید تا ارتفاع حداقل ۸ اینچ (۲۰۰ میلی‌متر) بالاتر از سطح نهایی خارجی ساختمان امتداد یابد. 
طرح فونداسیون با سنگ‌چین و تیر بتنی مسلح :  ترانشه‌های فونداسیون پر شده با سنگ‌چین و تیر بتن مسلح بر روی آن برای پشتیبانی از ساخت دیوارهای آجر پازلی قابل استفاده هستند.

## استحکام آجر پازلی براسا استاندارد ASTM D1633-00
آزمایش پایداری آجر و بلوک‌ها : یک بلوک پس از پرس و عمل‌آوری باید به مدت چهار ساعت در آب غوطه‌ور شود.
آزمون مقاومت فشاری : پس از بیرون آوردن از آب، بلافاصله تحت آزمایش فشار قرار می‌گیرد.
حداقل استحکام مورد نیاز : آجر و بلوک‌ها باید حداقل ۳۰۰ پوند  (۲ مگاپاسکال) مقاومت فشاری داشته باشند.
استاندارد بالاتر نسبت به آجر گلی (Adobe) :  استاندارد ASTM برای آجر پازلی سخت‌گیرانه‌تر است، زیرا آجر گلی تنها باید به‌طور میانگین حداقل 2مگا پاسکال(300 psi) مقاومت داشته باشد.

## تاریخچه و توسعه
آجر پازلی در اواخر قرن بیستم به عنوان راه‌حلی مدرن در صنعت ساخت‌وساز ظهور کرد. این محصول برای کاهش زمان و هزینه‌های ساخت، به‌ویژه در مناطق زلزله‌خیز، طراحی شد. طراحی قفل‌شونده آن از سیستم‌های سنتی آجرچینی الهام گرفته شده و امکان چیدمان دقیق و پایدار بدون ملات را فراهم می‌کند. 

## ویژگی‌های فنی
آجر پازلی به دلیل طراحی و مواد اولیه خاص خود، ویژگی‌های متمایزی دارد:
- ابعاد استاندارد: معمولاً 7×12×25 سانتیمتر، با امکان سفارش ابعاد سفارشی.
- وزن: حدود 3 کیلوگرم برای هر آجر، که حمل و نصب را آسان می‌کند.
- مواد اولیه: خاک رس مرغوب، سیمان، پوکه معدنی و رنگدانه‌های معدنی.
- مقاومت فشاری: تا 30 مگاپاسکال، مناسب برای سازه‌های مقاوم در برابر زلزله.
- عایق‌بندی: ساختار دوجداره، انتقال صوت و حرارت را کاهش می‌دهد.
- مقاومت محیطی: مقاوم در برابر رطوبت، آتش، اشعه UV و تغییرات جوی.
- رنگ‌بندی: عرضه در رنگ‌های متنوع مانند زرد، نارنجی، سبز، کرمی و قهوه‌ای.
- نصب: چیدمان پازلی با چسب مخصوص، بدون نیاز به ملات سنتی.

## مزایا
آجر پازلی نسبت به آجرهای سنتی مزایای متعددی دارد:
- نصب سریع و اقتصادی: کاهش 30 درصدی زمان و هزینه‌های نیروی انسانی و مصالح.
- ایمنی در برابر زلزله: مقاومت بالا و امکان مسلح‌سازی با میلگرد.
- سازگاری با محیط زیست: تولید بدون کوره‌های سنتی، کاهش مصرف انرژی و اثرات زیست‌محیطی.
- تنوع کاربرد: مناسب برای نماها، دیوارهای داخلی، محوطه‌سازی و المان‌های تزئینی.
- دوام و ماندگاری: رنگ ثابت و مقاومت در برابر عوامل جوی.

## کاربردها
آجر پازلی به دلیل انعطاف‌پذیری و مقاومت بالا، در پروژه‌های متنوعی استفاده می‌شود:
- نماهای خارجی: برای ساختمان‌های مسکونی، تجاری و اقامتگاه‌های بوم‌گردی در شهرهایی مانند تهران، یزد و شیراز.
- دیوارهای داخلی: دیوارهای دکوراتیو در کافه‌ها، گالری‌های هنری و خانه‌ها.
- محوطه‌سازی: دیوارهای باغ، مسیرهای پیاده‌رو، باربیکیوها و فلاورباکس‌ها.
- سازه‌های سبک و تزئینی: پارتیشن‌ها، طاق‌های تزئینی و المان‌های معماری خلاقانه.

## روش نصب
نصب آجر پازلی ساده و سریع است:
1. آماده‌سازی سطح: سطح باید تمیز، صاف و خشک باشد.
2. اعمال چسب: استفاده از چسب مخصوص تولیدشده توسط شرکت‌هایی مانند وندا و جم.
3. چیدمان پازلی: آجرها با سیستم نر و مادگی تراز و چیده می‌شوند.
4. تمیزکاری نهایی: پس از 24 ساعت، سطح با پارچه مرطوب پاک می‌شود.

برای درزهای مقاوم در برابر رطوبت، استفاده از چسب‌های هم‌رنگ یا پوشش‌های نانو توصیه می‌شود.

## چالش‌ها و راهکارها
برخی چالش‌های آجر پازلی عبارت‌اند از:
- وزن نسبتاً بالا: وزن 3 کیلوگرمی ممکن است برای سازه‌های خیلی سبک مناسب نباشد.
  - راهکار: استفاده از نسخه‌های سبک‌تر با افزودنی پرلیتی.
- لکه‌پذیری رنگ‌های روشن: رنگ‌های روشن ممکن است لکه‌ها را بیشتر نشان دهند.
  - راهکار: اعمال پوشش‌های ضدلکه.
- نفوذ رطوبت: بدون درزبندی مناسب، رطوبت ممکن است نفوذ کند.
  - راهکار: استفاده از چسب‌های ضدآب یا پوشش‌های نانو.

## استانداردها و گواهینامه‌ها
آجر پازلی تولیدشده توسط شرکت‌های معتبر معمولاً با استانداردهای زیر مطابقت دارد:
- استاندارد ملی ایران
- استاندارد D1633 آمریکا (برای مقاومت فشاری)

این استانداردها ایمنی و دوام محصول را تضمین می‌کنند.

## تأثیرات زیست‌محیطی
آجر پازلی با روش16px روش تولید بدون کوره‌های پرمصرف، مصرف انرژی و انتشار گازهای گلخانه‌ای را کاهش می‌دهد. مواد اولیه طبیعی و قابل بازیافت، آن را به گزینه‌ای مناسب برای پروژه‌های معماری سبز تبدیل کرده است.